# Katalónia elnökeinek listája
Katalónia elnökei (1359-től napjainkig):
- Berenguer de Cruïlles 1359–1362
- Romeu Sescomes 1363–1364
- Ramon Gener 1364–1365
- Bernat Vallès 1365
- Bernat Vallès 1365–1367
- Romeu Sescomes 1375–1376
- Joan I d'Empúries 1376
- Guillem de Guimerà 1376–1377
- Galceran de Besora 1377–1378
- Ramon Gener 1379–1380
- Felip d'Anglesola 1380
- Pere de Santamans 1381–1383
- Arnau Descolomer 1384–1389
- Miquel de Santjoan 1389–1396
- Alfons de Tous 1396–1413
- Marc de Vilalba 1413–1416
- Andreu Bertran 1416–1419
- Joan Desgarrigues 1419–1422
- Dalmau de Cartellà 1422–1425
- Felip de Malla 1425–1428
- Domènec Ram 1428–1431
- Marc de Vilalba 1431–1434
- Pere de Palou 1434–1437
- Pere de Darnius 1437–1440
- Antoni d'Avinyó i de Moles 1440–1443
- Jaume de Cardona i de Gandia 1443–1446
- Pero Ximénez de Urrea 1446–1449
- Bertran Samasó 1449–1452
- Bernat Guillem Samasó 1452–1455
- Nicolau Pujades 1455–1458
- Antoni Pere Ferrer 1458–1461
- Manuel de Montsuar 1461–1464
- Francesc Colom 1464–1467
- Ponç Andreu de Vilar1467–1470
- Miquel Samsó 1470–1473
- Joan Maurici de Ribes 1473–1476
- Miquel Delgado 1476–1478
- Pere Joan Llobera 1478–1479
- Berenguer de Sos 1479–1482
- Pere de Cardona 1482–1485
- Ponç Andreu de Vilar 1485–1488
- Juan Payo Coello 1488–1491
- Joan de Peralta 1491–1494
- Francí Vicenç 1494–1497
- Pedro de Mendoza 1497–1500
- Alfons d'Aragó 1500–1503
- Ferrer Nicolau de Gualbes i Desvalls 1503–1504
- Gonzalo Fernández de Heredia 1504–1506
- Lluís Desplà i d'Oms 1506–1509
- Jordi Sanç 1509–1512
- Joan d'Aragó 1512–1514
- Jaume Fiella 1514–1515
- Esteve de Garret 1515–1518
- Bernat de Corbera 1518–1521
- Joan Margarit i de Requesens 1521–1524
- Lluís de Cardona i Enríquez 1524–1527
- Francesc de Solsona 1527–1530
- Francesc Oliver de Boteller 1530–1533
- Dionís de Carcassona 1533–1536
- Joan Pasqual 1536–1539
- Jeroni de Requesens i Roís de Liori 1539–1542
- Miquel Puig 1542–1545
- Jaume Caçador 1545–1548
- Miquel d'Oms i de Sentmenat 1548–1551
- Onofre de Copons i de Vilafranca 1551–1552
- Miquel de Ferrer i de Marimon 1552
- Joan de Tormo 1552–1553
- Miquel de Tormo 1553–1554
- Francesc Jeroni Benet Franc 1554–1557
- Pere Àngel Ferrer i Despuig 1557–1559
- Ferran de Lloances i Peres 1559–1560
- Miquel d'Oms i de Sentmenat 1560–1563
- Onofre Gomis 1563–1566
- Francesc Giginta 1566–1569
- Benet de Tocco 1569–1572
- Jaume Cerveró 1572–1575
- Pere Oliver de Boteller i de Riquer 1575–1578
- Benet de Tocco 1578–1581
- Rafael d'Oms 1581–1584
- Jaume Beuló 1584
- Pere Oliver de Boteller i de Riquer 1584–1587
- Martí Joan de Calders 1587
- Francesc Oliver de Boteller 1587–1588
- Jaume Caçador i Claret 1590–1593
- Miquel d'Agullana 1593–1596
- Francesc Oliver de Boteller 1596–1598
- Francesc Oliveres 1598–1599
- Jaume Cordelles i Oms 1599–1602
- Bernat de Cardona i de Queralt 1602–1605
- Pere Pau Caçador i d'Aguilar-Dusai 1605–1608
- Onofre d'Alentorn i de Botella 1608–1611
- Francesc de Sentjust i de Castre 1611–1614
- Ramon d'Olmera i d'Alemany 1614–1616
- Miquel d'Aimeric 1616–1617
- Lluís de Tena 1617–1620
- Benet Fontanella 1620–1623
- Pere de Magarola i Fontanet 1623–1626
- Francesc Morillo 1626–1629
- Pere Antoni Serra 1629–1632
- Esteve Salacruz 1632
- García Gil de Manrique y Maldonado 1632–1635
- Miquel d'Alentorn i de Salbà 1635–1638
- Pau Claris i Casademunt 1638–1641
- Josep Soler 1641
- Bernat de Cardona i de Raset 1641–1644
- Gispert d'Amat i Desbosc de Sant Vicenç 1644–1647
- Andreu Pont 1647–1650
- Pau del Rosso 1650–1654
- Francesc Pijoan 1654–1656
- Joan Jeroni Besora 1656–1659
- Pau d'Àger 1659–1662
- Jaume de Copons i de Tamarit 1662–1665
- Josep de Magarola i de Grau 1665–1668
- Joan Pagès i Vallgornera 1668–1671
- Josep de Camporrells i de Sabater 1671–1674
- Esteve Mercadal i Dou 1674–1677
- Alfonso de Sotomayor 1677–1680
- Josep Sastre i Prats 1680–1683
- Baltasar de Muntaner i de Sacosta 1683–1686
- Antoni de Saiol i de Quarteroni 1686–1689
- Benet Ignasi de Salazar 1689–1692
- Antoni de Planella i de Cruïlles 1692–1695
- Rafael de Pinyana i Galvany 1695–1698
- Climent de Solanell i de Foix 1698–1701
- Josep Antoni Valls i Pandutxo 1701
- Antoni de Planella i de Cruïlles 1701–1704
- Francesc de Valls i Freixa 1704–1705
- Josep Grau 1706–1707
- Manuel de Copons i d'Esquerrer 1707–1710
- Francesc Antoni de Solanell i de Montellà 1710–1713
- Josep de Vilamala 1713–1714

- Francesc Macià i Llussà (ERC) 1932–1933
- Lluís Companys i Jover (ERC) 1933–1940
- Josep Irla i Bosch (ERC) 1940–1954
- Josep Tarradellas i Joan (ERC) 1954–1980
- Jordi Pujol i Soley (CiU) 1980–2003
- Pasqual Maragall i Mira (PSC) 2003–2006
- José Montilla Aguilera (PSC) 2006–2010
- Artur Mas i Gavarró (CiU) 2010–2016
- Carles Puigdemont i Casamajó (JxSí) 2016–